# Riktmedel

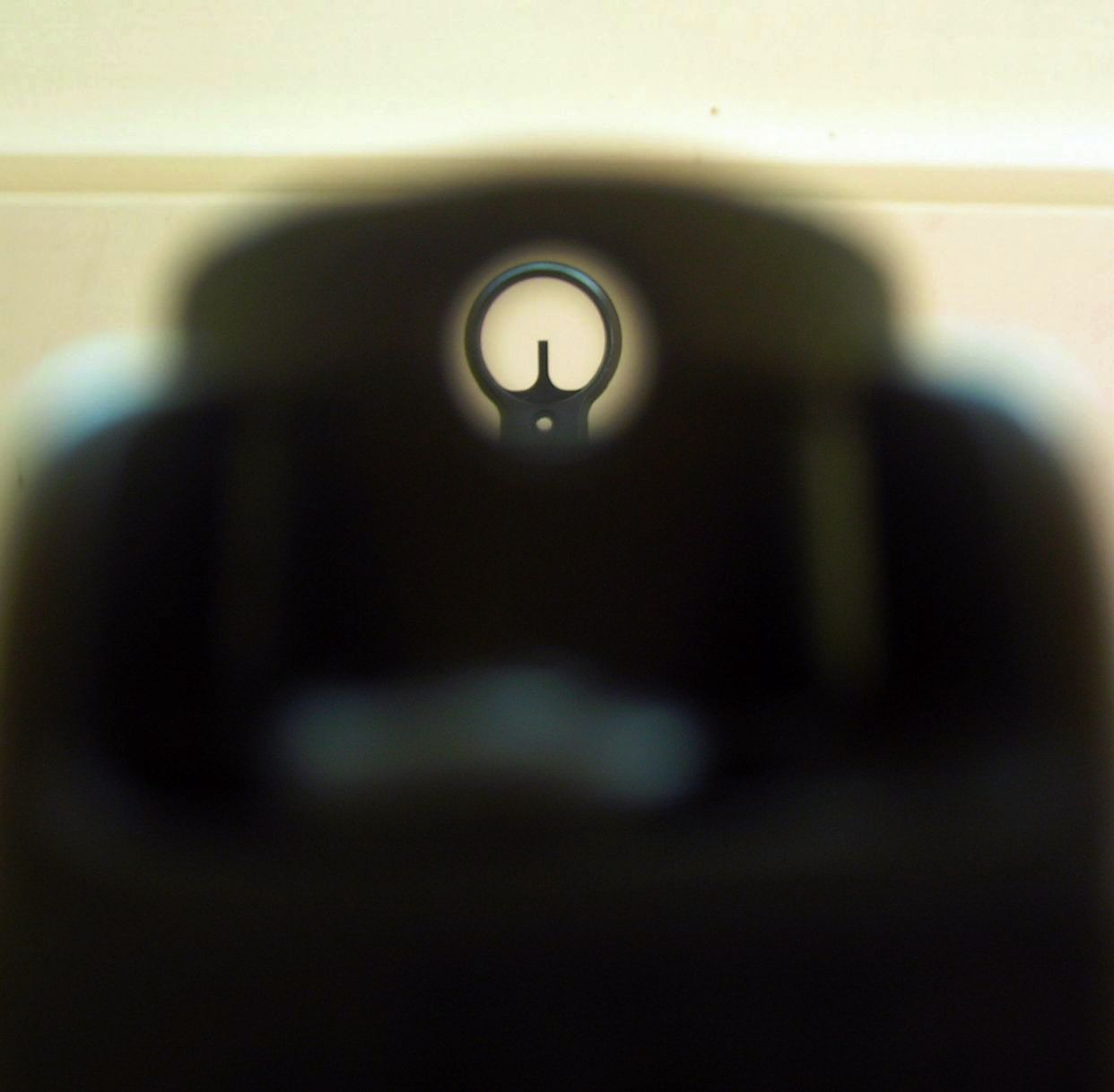
Siktes-vy från H&K MP5 med justerbart dioptersikte (hålsikte). Ringen runt kornet skyddar kornet från stötar och underlättar riktningen.

Riktmedel (vardagligt sikte) avser inom stridsvetenskap de delar eller tillbehör till ett vapen varmed riktning sker, såsom exempelvis öppna och optiska riktmedel, vilka används för att rikta vapnet genom sikt (siktning).

## Eldhandvapen
Hagelgevär brukar sakna sikte och endast ha ett mynningskorn. Det samma gällde i regel för musköter och flintlåspistoler.

### Sikte och korn
Ett av de enklaste riktmedlen, och även det äldsta, utgörs av ett korn fastsatt längst fram på pipan. Förlikning är en äldre benämning på (sikt)korn.
Längre bak på vapnet sitter ett sikte som i sin primitivaste form endast består av en tvärställd list med ett jack (den så kallade siktskåran). Siktet kan vara fixerat vid vapnet eller justerbart i höjd- och sidled. Riktningen av vapnet går till så att skytten försöker ensa in öga, sikte, korn och riktpunkt på en linje (den så kallade siktlinjen). 
Siktet kan även vara monterat på en siktram. Siktramen kan fällas upp vinkelrät mot pipan, och längs ramen kan man då flytta en justerbar löpare uppåt eller neråt. På löparen finns en siktskåra och syftet med löparen är att kunna ställa in siktet för olika skjutavstånd. 

### Diopter
Ett sikte kan även ha ett hål istället för en skåra och kallas då diopter (hålsikte). Det finns både fasta och justerbara dioptersikten.

### Kikarsikte

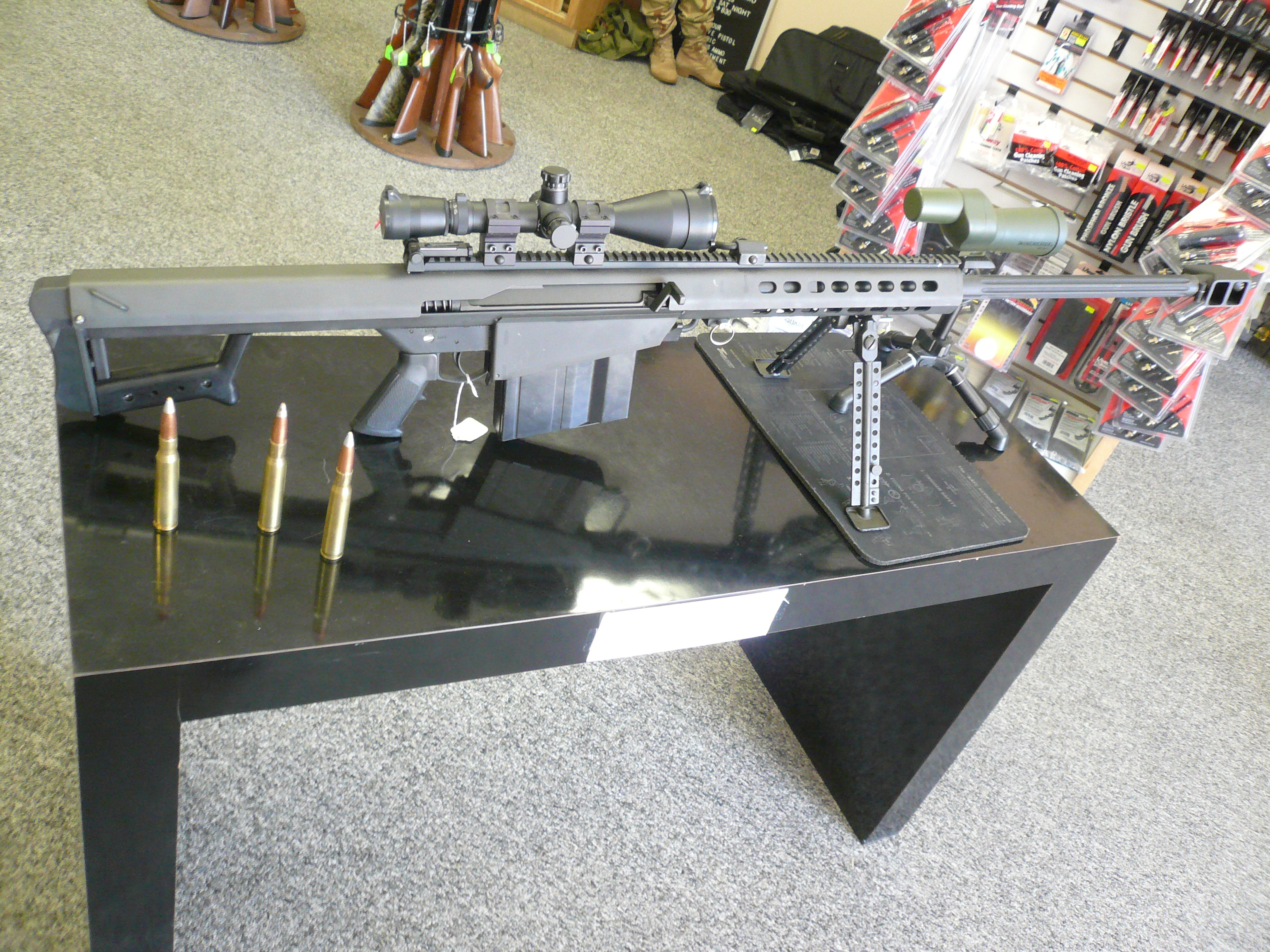
M82A1/M107 prickskyttegevär med kikarsikte. Tillverkat av Barrett Rifles.

Kikarsiktet består av en kikare med ett hårkors. Med ett kikarsikte behöver skytten inte få sikte och korn att sammanfalla. Skytten ser lättare om vapnet är felriktat, men en nackdel är att synfältet förminskas i förhållande till kikarens förstoring. Det kan därför vara svårare att träffa mål som snabbt dyker upp eller rörliga mål. Kikaren har en förstoring av cirka 2–9 gånger. Det förekommer både kikarsikten med fast förstoring och med variabel förstoring.

### Rödpunktssikte

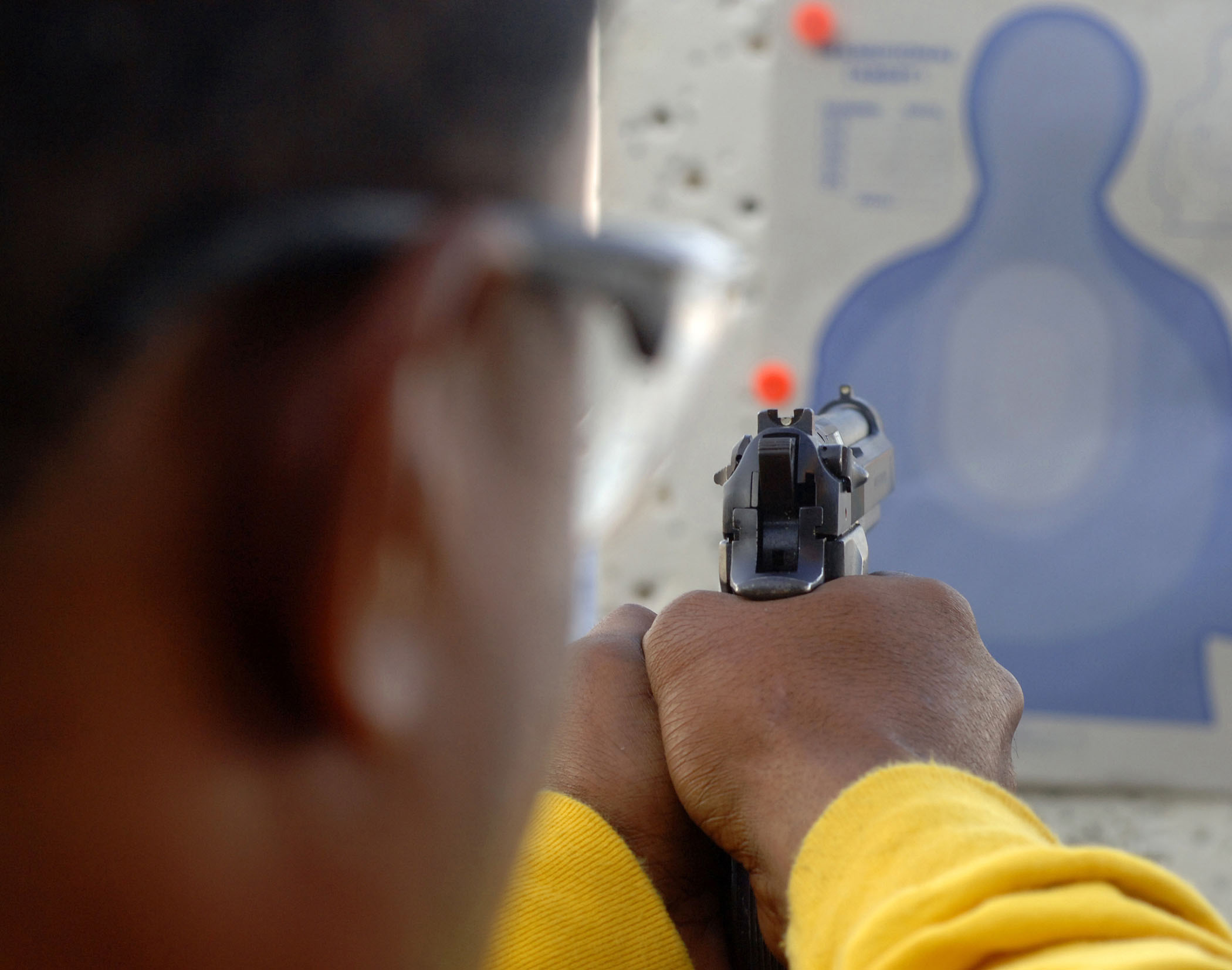
Amerikansk sjöman tar sikte med sin tjänstepistol M9/92FS, under pistolkvalificeringsprov. Lägg märke till kornet som är av typ "white dot" för snabbare insiktning av sikte och korn.

Rödpunktssiktet är ett icke-förstorande optiskt riktmedel som är relativt modernt. Det är en variant av ett spegelreflexsikte, där man låter ljuset från en röd lysdiod speglas i en glasskiva som är vinklad 45° mot siktets optiska axel. Skytten riktar vapnet genom att lägga den imaginära bilden av lysdioden på riktpunkten (målet). Rödpunktssikten saknar oftast förstoring.
Oftast monteras rödpunktssikte på vapen av typen automatkarbiner och kulsprutepistoler, men även på jaktvapen, pistoler och i en del fall även armborst.
Rödpunktssiktets största fördel är att skytten uppfattar och "orienterar sig snabbare" i siktet, speciellt vid dåliga ljusförhållanden. Vid extremt snabba skott brukar svårigheten i konventionella fasta riktmedel ligga i att finna riktmedlen tillräckligt fort då vapnet lyfts för skott. Rödpunktssikte är lätt att sikta med båda ögonen öppna, vilket lett till betydande användning i militära och polisiära sammanhang. Siktet används även vid vissa typer och förhållanden vid jakt.
Den mest kända tillverkaren av rödpunktssikten är det svenska företaget Aimpoint.

### Holografiskt sikte
Holografiska sikten är en annan typ icke-förstorande optisk riktmedel som är modernare än rödpunktssikten. Holografiska sikten är framtagna för taktiskt skytte och nyttjandet av både subsonic och supersonic ammunition.  Om man har ett sådant sikte i hög kvalité, så tar det mindre plats och ger utrymme för användandet av öppna riktmedel eller montering av förstoringssats.

### Lasersikte
Lasersiktet är inget riktmedel i egentlig mening, utan en anordning som projicerar en röd punkt på målet.

### Mörkersikte/IR
Mörkersikte är ett hjälpmedel för att göra det möjligt att se vart man siktar i mörker. En mycket enkel form av mörkersikte är att sikte och korn förses med fosforescerande medel för att synas i mörker, men oftast är mörkersikte ett kikarsikte med låg till måttlig förstoring som har försetts med bildförstärkare eller värmekamera.
Men en mer använd version inom syftet av det militära och inom jakt, är ett kikarsikte som har en mörkerkikare ihopbyggd med ett kikarsikte, därmed ett kikarsikte som är lite bullkigare än ett vanligt kikarsikte, men med läskiga förmågor, då detta inte kräver att man har på sig en mörkerkikare och man avger inte sig med "självlysande kornsikten".
Man kan då alltså bara titta in i kikarsiktet och se i mörkret och kan zooma med en digital zoom och byta mellan IR (infraröd) bild och värmebild, men med ett korshår som då ger möjligheten att sikta och skjuta. De har även inbyggd wifi som kopplas till android eller IOS, som gör att användaren kan markera måltavlan, spela in händelseförloppet, man kan känna igen silhuetter av olika djur, som den får från Internet, ända från 1000 meters håll i vissa högkvalitetskikare, och med mycket mer avancerade egenskaper.
Kan även kombineras med IR lasersikte som bara den som har IR-syn kan se.

## Artilleripjäser och granatkastare
Dessa pjäser skjuter oftast indirekt eld, det vill säga mot mål som man inte kan se från pjäsen. Pjäserna måste därför kunna riktas rätt både i sida och i höjd. 
Pjäsen riktas i höjd med hjälp av ett vattenpass som vrids så att det ligger i våg när elevationen är rätt. Pjäsen riktas sedan i höjd tills vattenpasset spelar in. En alternativ metod är att med hjälp av ett vattenpass få en ställarm att luta en viss vinkel mot horisontalplanet, och därefter elevera pjäsen tills en andra ställarm som är fäst vid vaggan har samma lutning som den första.
I sida riktas pjäsen med hjälp av en riktpunkt, till exempel en eller flera riktkäppar på avstånd från pjäsen. På riktmedlet finns en kikare som kan vridas i sida i förhållande till eldrörets längdaxel. Pjäsen riktas sedan i sida så att riktpunkten ligger rätt i kikaren. Riktmedlet har skalor för att ställa in vattenpasset och kikaren i höjd och sida. 
Riktmedlen till kanoner och haubitsar kan också användas för direkt riktning.
På fasta pjäser och på maskinriktade pjäser används inte alltid riktmedel. Pjäserna inriktas i förhållande till en känd utgångsriktning, till exempel horisontalplanet och geografiska norr. Skillnaden mot utgångsriktningen läses av med elektroniska vinkelgivare eller på en skala.

## Luftvärnskanoner och luftvärnskulsprutor
Äldre sikten var så kallade ringsikten som bestod av ett bakre korn och en främre anordning med flera koncentriska ringar.
En modernare variant är reflexsikten där siktesbilden reflekteras upp mot en snedställd glasskiva. Riktaren ser målet genom glasskivan och ser samtidigt siktesbilden, skenbart på samma avstånd som målet. Dessa sikten har ofta markeringar som gör det lättare att bedöma avståndet till flygplanet genom att skytten mäter hur stor vinkel flygplanet upptar.
Direktriktningssikten är ett litet eldledningssystem som används till luftvärnskanoner. Det innehåller en laseravståndsmätare och en beräkningsenhet. Riktaren håller riktpunkten på målet och direktriktningssiktet vinklar ut pjäsen en lämplig vinkel i förhållande till siktlinjen till målet.